# أغيموتشي
أغيموتشي (باليابانية: 揚げ餅) هي وجبة خفيفة يابانية مشهورة مصنوعة من الموتشي المحمر (الأرز المسلوق). حيث يتم تكسير الموتشي المجفف لقطع صغيرة، حوالي 1 سم على شكل مكعب، ويتم قليها. عادة ما يتم أكلها بملح خفيف ولكن هناك نكهات مختلفة مثل شيتشيمي أغيموتشي. أغيموتشي يمكن شراؤها في أي مكان في اليابان، وأيضاً هي وجبة خفيفة محلية الصنع.